# Vilabertran
Vilabertran est une commune d'Espagne dans la communauté autonome de Catalogne, province de Gérone, de la comarque d'Alt Empordà.

## Sites et patrimoine
- monastère de Santa Maria ;
- Can Gil, maison des XVIe et XVIIe siècles.